# جيمس مارشال (قاضي)
جيمس مارشال (بالإنجليزية: James Marshall)‏ هو قاضي نيجيري، ولد في 19 ديسمبر 1829 في إدنبرة في المملكة المتحدة، وتوفي في 1889.